# 13251 Viot
13251 Viot eller 1998 OP är en asteroid i huvudbältet som upptäcktes den 20 juli 1998 av OCA–DLR Asteroid Survey (ODAS). Den är uppkallad efter Hervé Viot.
Asteroiden har en diameter på ungefär 4 kilometer.